# Sporopodium aurantiacum
Sporopodium aurantiacum är en lavart som först beskrevs av Johannes Müller Argoviensis, och fick sitt nu gällande namn av Lücking 1999. Sporopodium aurantiacum ingår i släktet Sporopodium och familjen Ectolechiaceae.   Inga underarter finns listade i Catalogue of Life.